# Убий ме, излекувай ме
„Убий ме, излекувай ме“ (на корейски: 킬미, 힐미; на английски: Kill Me, Heal Me) е южнокорейски сериал, който се излъчва от 7 януари до 12 март 2015 г. по MBC.

## Сюжет
Ча До-хьон, наследник на голяма компания, страда от разстройство на дисоциативната идентичност и споделя тялото си със седем други личности. През цялата история зрителят ги опознава, следвайки изцелението на Ча До-хьон, който се опитва да се адаптира към ситуацията. Подпомаган от психиатър, О Ри-джин, той е готов на всичко, за да се примири с миналото си и да вдигне завесата на изгубените си детски спомени.

## Актьори
- Джи Сонг – Ча До-хьон
- Хуанг Чонг-ъм – О Ри-джин
- Пак Со Джун – О Ри-он
- О Мин-сук – Ча Ки-джун
- Ким Ю-ри – Хан Че-йон